# Списък на царете на Лидия
Това е списък на царете на Лидия (на гръцки: Λυδία; на латински: Lydia), наричана преди това и Меония (на гръцки: Μαιονία, Maeonia; на латински: Maionia) в Мала Азия (днешна Западна Анатолия).
Според историческите източници Лидия е управлявана от три династии.

## Атиади
Наричани са и Танталиди.
| Име по Херодот | Име по Страбон | Бележки                                                                |
| -------------- | -------------- | ---------------------------------------------------------------------- |
| Манес          | Тмол           | намушкан от бик (Зевс?)                                                |
| Омфала         | Омфала         | вдовица на Тмол, след него царица                                      |
| Атис           | Тантал         | син на Тмол (или Зевс) и Плуто                                         |
| Лид            | Бротей         | син на Тантал и Диона, полудял, се хвърля в огъня, дава името на Лидия |
|                | Тантал (II.)   | син на Бротей, женен с Клитемнестра, убит от братовчед му Агамемнон    |

## Хераклиди
Наречени на Херакъл, също и Тилониди, по името на „Tylos“.
| Име (aka.)                                  | Дати по Херодот   | Бележки                                                          |
| ------------------------------------------- | ----------------- | ---------------------------------------------------------------- |
| Агрон                                       | 1216 – ? пр.н.е.  | син на Нин (син на Бел, син на Alcaeus, син на Херакъл и Омфала) |
| …                                           |                   | 17 неизвестни по име царе, синове на предишните царе             |
| Ардис I (Ardysus I)                         | 790 – 754 пр.н.е. | син на предишния цар                                             |
| Алиат I                                     | 754 – 740 пр.н.е. | син на Ардис I                                                   |
| Мелес (Myrsus)                              | 740 – 728 пр.н.е. | син на Алиат I                                                   |
| Кандавъл I (Sadyattes, Myrsilus, Kandaules) | 728 – 711 пр.н.е. | син на Мелес, убит от Гиг                                        |

## Мермнади
| Име                             | Дати по Херодот                             | Дати Асирийски                              | Бележки                                               |
| ------------------------------- | ------------------------------------------- | ------------------------------------------- | ----------------------------------------------------- |
| Гиг                             | 710 – 672 пр.н.е.                           | пр. 668 – 644 пр.н.е.                       | Узурпатор, жени се за вдовицата на Кандавъл           |
| Ардис II (Ardys II, Ardysus II) | 671 – 624 пр.н.е.                           | 643 – 624 пр.н.е.                           | син на Гиг                                            |
| Садиат II                       | 625 – 613 пр.н.е.                           | 623 – 613 пр.н.е.                           | син на Ардис II                                       |
| Алиат II                        | 613 – 556 пр.н.е.                           | 611 – 556 пр.н.е.                           | син на Садиат II., „откривател“ на сеченето на монети |
| Крез                            | 560 – 546 (560 – 547) или 555 – 541 пр.н.е. | 560 – 546 (560 – 547) или 555 – 541 пр.н.е. | син на Алиат II                                       |